# EuroTel Slovak Indoors 2001
EuroTel Slovak Indoors 2001 — жіночий тенісний турнір, що проходив на закритих кортах з твердим покриттям Sibamac Arena у Братиславі (Словаччина). Належав до турнірів 5-ї категорії в рамках Туру WTA 2001. Відбувсь утретє і тривав з 15 до 21 жовтня 2001 року. Четверта сіяна Ріта Гранде здобула титул в одиночному розряді й отримала 16 тис. доларів США.

## Переможниці та фіналістки

### Одиночний розряд
Ріта Гранде —  Мартина Суха, 6–1, 6–1
- Для Гранде це був другий титул за сезон і за кар'єру.

### Парний розряд
Дая Беданова /  Олена Бовіна —  Наталі Деші /  Мейлен Ту, 6–3, 6–4